# هم‌تافت ابر مولکولی شکارچی
هم‌تافت ابر مولکولی شکارچی (انگلیسی: Orion molecular cloud complex) منطقهٔ ستاره‌زایی است که دو ابر مولکولی غول پیکر «شکارچی A» و «شکارچی B» بخشی از آن محسوب می‌گردند. ستارگانی که در حال‌حاضر در این مجموعه شکل می‌گیرند درون این ابرها قرار دارند. هم‌تافت شکارچی یکی از فعال‌ترین مناطق ستاره‌زایی نزدیک است که در آسمان شب قابل مشاهده است و خاستنگاه قرص پیش‌سیاره‌ای و ستارگان جوان محسوب می‌گردد. اگر چه بیشتر این ابر مولکولی شامل سحابی تاریک، سحابی گسیلشی، سحابی بازتابی و منطقه اچ ۲ است، با این همه بخش قابل‌توجهی از این هم‌تافت در طول موج‌های فروسرخ به دلیل فرایندهای «فشارگرمایی» درگیر در شکل‌دهی به ستارگان روشن است و امواج انبساطی گاز سحابی، نتیجهٔ برهم‌کنش گاز مولکولی است.
ابر مولکولی غول‌پیکر «شکارچی A» فعال‌ترین منطقهٔ ستاره‌زایی در جوار موضعی خورشید است. در چند میلیون سال گذشته حدود ۳۰۰۰ جسم ستاره‌ای جوان در این منطقه شکل گرفته است که شامل حدود ۱۹۰ پیش‌ستاره و حدود ۲۶۰۰ ستاره پیش‌رشته اصلی است. جرم ابر «شکارچی A» برابر با ۱۰۵ M☉ است. ستارگان «شکارچی A» فاصلهٔ یکسانی با ما ندارند و در حالی که قسمت «سَر» ابر — که شامل سحابی شکارچی نیز می‌شود — حدود ۱۳۰۰ سال نوری معادل [۴۰۰ پارسک] از خورشید فاصله دارد، «دُم» این ابر نیز تا ۱۵۳۰ سال نوری معادل [۴۷۰ پارسک] از خورشید مسافت دارد و بنابراین، ابر «شکارچی A» طولانی‌تر از طول پیش‌بینی شدهٔ متاخر مبنی بر ۱۳۰ سال نوری معادل [۴۰ پارسک] است و طول واقعی آن تا ۲۹۰ سال نوری معادل [۹۰ پارسک] می‌باشد.